# Benjamin Hadžić
Benjamin Hadžić (* 4. März 1999 in Dinslaken) ist ein bosnischer Fußballspieler.

## Karriere

### Verein
Hadžić kam 2013 vom 1. FC Nürnberg in die Jugend des FC Bayern München. Bei den Münchnern spielte im November 2014 erstmals in der B-Junioren-Bundesliga. Zur Saison 2015/16 rückte er fest in den Kader der B-Junioren auf. Sein erstes Tor für diese erzielte er im Oktober 2015 bei einem 4:3-Sieg gegen Nürnberg.
Zur Saison 2016/17 rückte Hadžić in den Kader der A-Junioren der Bayern. Am Ende der Saison 2016/17 stand er mit seiner Mannschaft im Finale der Deutschen A-Junioren-Meisterschaft und unterlag im Elfmeterschießen gegen Borussia Dortmund.
Zur Saison 2017/18 wechselte er zu den A-Junioren des VfB Stuttgart. Im Juni 2018 absolvierte er ein Probetraining beim österreichischen Bundesligisten SCR Altach, wurde er allerdings nicht verpflichtet.
Im August 2018 wechselte er zur Zweitmannschaft von Hannover 96. Im Dezember 2018 debütierte Hadžić für die Profis von Hannover in der Bundesliga, als er am 16. Spieltag der Saison 2018/19 gegen den SC Freiburg in der 80. Minute für Hendrik Weydandt eingewechselt wurde. Bis Saisonende kam er zu drei Einsätzen in der Bundesliga und zu 25 für die Regionalligamannschaft.
In der Saison 2019/20 kam er nur noch für die Regionalligamannschaft zum Einsatz und so wechselte er im Februar 2020 zum österreichischen Zweitligisten SK Austria Klagenfurt, bei dem er einen bis Juni 2022 laufenden Vertrag erhielt. Für Klagenfurt kam er zu 31 Einsätzen in der 2. Liga, in denen er viermal traf. Am Ende der Saison 2020/21 stieg er mit den Kärntnern in die Bundesliga auf. Sein auslaufender Vertrag wurde allerdings nicht verlängert, womit er den Klub nach einer Bundesligaspielzeit nach der Saison 2021/22 verließ. In der Saison 2021/22 war er in Klagenfurt nur noch bei den fünftklassigen Amateuren eingesetzt worden.
Nachdem er in der regulären Transferphase keinen neuen Verein gefunden hatte, wechselte er Anfang September 2022 zurück nach Deutschland und schloss sich dem Regionalligisten 1. FC Schweinfurt 05 an. Dort wurde er auf Anhieb Stammspieler und erzielte bis zum Saisonende in insgesamt 23 Einsätzen zehn Tore und gab fünf Torvorlagen, ehe er den Verein im Sommer 2023 wieder verließ. Nach erneuter vorübergehender Vereinslosigkeit schloss er sich im September 2023 dem Südwest-Regionalligisten Kickers Offenbach an.

### Nationalmannschaft
Der in Deutschland geborene Hadžić spielte 2016 erstmals für die bosnische U-17-Auswahl. Mit dieser nahm er in jenem Jahr auch an der U-17-Europameisterschaft teil. Hadžić kam in allen Spielen der Bosnier zum Einsatz und erzielte beim 2:1-Sieg gegen die Ukraine beide Tore, jedoch schied er mit seiner Mannschaft als Gruppendritter bereits in der Vorrunde aus.
Zwischen 2016 und 2018 spielte er für die bosnische U-19-Auswahl. Im Juni 2019 debütierte er für die U-21-Mannschaft.